# Xin’an (köpinghuvudort i Kina, Hunan Sheng, lat 29,65, long 111,50)
Xin'an är en köpinghuvudort i Kina. Den ligger i provinsen Hunan, i den södra delen av landet, omkring 220 kilometer nordväst om provinshuvudstaden Changsha. Antalet invånare är 42 886. Befolkningen består av 21 680 kvinnor och 21 206 män. Barn under 15 år utgör 14,0 %, vuxna 15-64 år 73 %, och äldre över 65 år 12,0 %.
Runt Xin'an är det tätbefolkat, med 308 invånare per kvadratkilometer. Närmaste större samhälle är Jiashan, 16,7 km söder om Xin'an. I omgivningarna runt Xin'an växer huvudsakligen savannskog.
Genomsnittlig årsnederbörd är 1 565 millimeter. Den regnigaste månaden är maj, med i genomsnitt 222 mm nederbörd, och den torraste är december, med 22 mm nederbörd.